# RTP2
RTP2 – drugi program Telewizji Portugalskiej RTP o tematyce kulturalno-dokumentalnej. Ta antena rozpoczął regularne nadawanie 25 grudnia 1968 r.

## Historia
RTP2 rozpoczął nadawanie w dniu 25 grudnia 1968, a następnie pod nazwą „II Programa” (II Program) w paśmie UHF, przekazując ponad 2 godziny każdej nocy, niektóre programy, które kilka godzin wcześniej były nadawane w Programie I (obecny RTP1). Ich regularne emisje rozpoczną się dopiero 21 listopada 1970. W miarę postępów lat siedemdziesiątych w II Programie zaczęto uwzględniać programy (głównie europejskie), których I Program jeszcze nie przesłał. W dniu 21 lipca 1978 r. Program II zawiesił emisje w celu ich przebudowy, ponownie otwarty w dniu [16 października] tego samego roku, „oddzielając” RTP1 z RTP2, z których oba mają własne zespoły i własne operacje związane z wiadomościami i programowaniem. Na początku lat osiemdziesiątych, ze względu na środki mające na celu obniżenie kosztów, RTP2 znów był pod kontrolą RTP1.
W 1986 r. Kanał był częścią konsorcjum Europa TV, którego program nadawano od 16:30 do 20:00. Po kilku miesiącach Europa TV została zamknięta, a niektóre programy z Music Box (program Europa TV) były przekazywane na kanale. Program „Agora Escolha” zadebiutował w tym samym roku, rewolucjonizując portugalską telewizję. Program składał się z programu telefonicznego, który pozwalał widzowi wybierać między dwoma różnymi programami telewizyjnymi. Program „Agora Escolha” został zawieszony w połowie lat 90. i powrócił w 2011 na antenie RTP Memória. W 1990 r. RTP2 została przemianowana na Channel 2, a następnie TV2 w 1992 roku. Podobnie jak TV2, hasło tego kanału brzmiało „Druga telewizja”.
W 1994 r., Wraz z pojawieniem się telewizji prywatnej (SIC i TVI), TV2 została zmuszona do skupienia się na mniejszościach, powodując poważne zmiany w programach, stając się alternatywną usługą otwartą dla społeczeństwa obywatelskiego. wzmocnić różnicę zasady uniwersalności, spójności i bliskości usług telewizji publicznej. Piłka nożna i telenowele zostały zakazane na kanale, a widownia spadała. Od tego czasu programowanie poświęcone jest kulturze, filmom dokumentalnym, sportom innym niż piłka nożna, sztuce, nauce, mniejszościom i dzieciom. RTP2 jest często uważany za kanał odniesienia dla portugalskich seriali telewizyjnych i filmów dokumentalnych. W dniu 27 kwietnia w 1996 powrócił do swojej poprzedniej (i obecnej) nazwy, zaprzestając reklamowania i kontynuując swoją siatkę programową identyczną jak w przypadku TV2, rozpoczynając nadawanie w pewnym momencie do Euronews w języku portugalskim.
Na początku 2001 r. Prezes RTP stwierdził, że kanał „RTP2” stanie się kanałem poświęconym głównie informacji, ale także nauce, technologii i edukacji. Zbudowano nowe studio dla kanału, ale wraz z przybyciem nowego prezesa RTP Emídio Rangel do Pod koniec 2001 projekt został anulowany, a studia zostały wykorzystane do przebudowy Telejornal w styczniu 2002 roku. W dniu 5 stycznia 2004 roku, kanał został zreprywatyzowany w części i zmienił go na „2:” i stał się niezależny od RTP1 i przejął Lumiar Studios w Lizbonie, który został zwolniony przez pierwszy kanał, który przeniósł się do obecnej siedziby. W rezultacie kanał został zmuszony do skoncentrowania się na interesach kulturalnych i społeczeństwa obywatelskiego. Jednak w dniu 19 marca w dniu 2007 drugi program telewizyjny został znowu przejęty przez Skarb Państwa Portugalii i zmieniono jego nazwę na „RTP2” i ponownie znajdował się w tym samym lokalu co kanał 1 w Av. Marechal Gomes da Costa, w Lizbonie. W dniu 14 maja w dniu 2012 RTP2 stał się pierwszym portugalskim kanałem, który nadawał w formacie 16:9. W kwietniu 2014 r. Siedziba kanału została przeniesiona do RTP-Porto, zlokalizowanego w Monte da Virgem Studios w Vila Nova de Gaia, a zarządzanie programem RTP2 ponownie RTP1, wraz z powołaniem Elíseo Oliveiry do kierowania kanałem.

## Programy emitowane na antenie RTP2

### Informacje
- Jornal 2
- Euronews

### Programy kulturalne i dokumentalne
- Portugal 3.0
- Agora
- Literatura Aqui
- Docs

### Magazyny
- Arquitectarte (magazyn o architekturze)
- Artes de Rua (magazine de arte de rua)
- Bastidores (magazyn filmowy)
- Biosfera (magazyn ekologiczny)
- Agora (magazyn kulturalny)
- Visita Guiada

### Programy dla mniejszości
- Consigo
- A Fé dos Homens
- Caminhos
- 70x7

### Sport
- Desporto 2

### Dla dzieci i młodzieży
- Zig Zag (blok także emitowany w weekendy na antenie RTP1)

Cała ramówka dostępna jest na stronie RTP2